# Sceliphron curvatum
Sceliphron curvatum là một loài côn trùng cánh màng trong họ Sphecidae, thuộc chi Sceliphron. Loài này được F. Smith miêu tả khoa học đầu tiên năm 1870.

## Hình ảnh

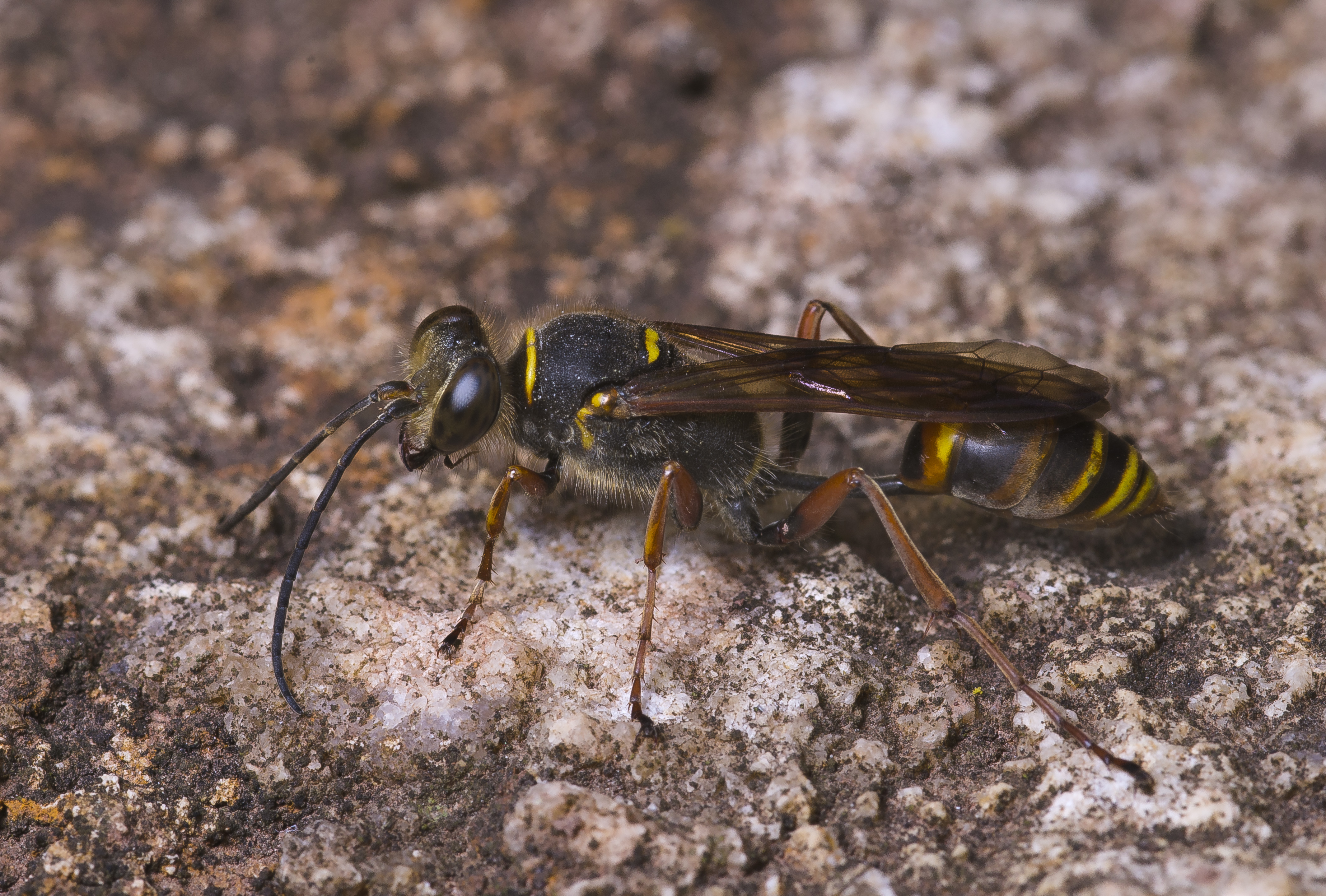
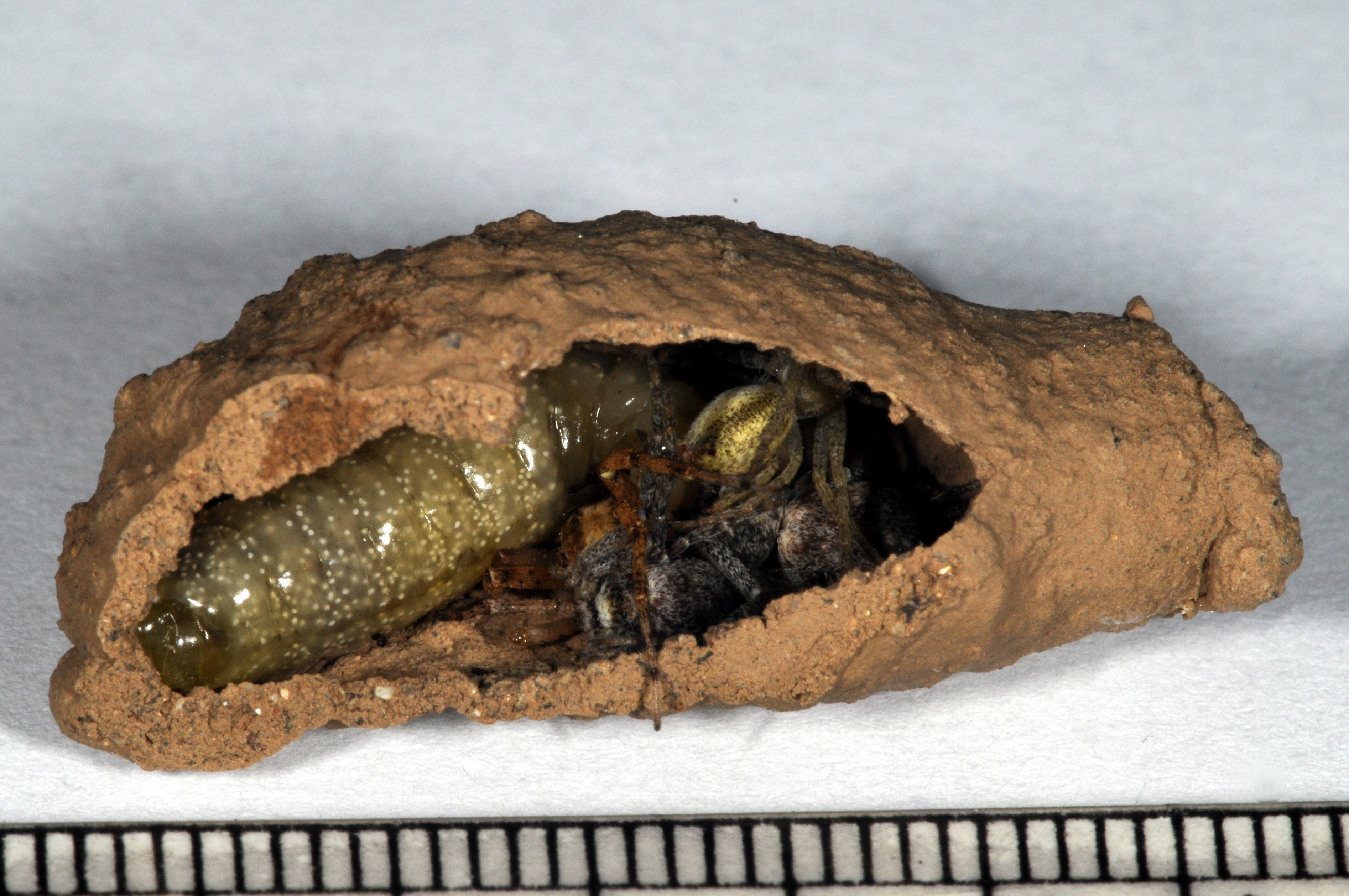
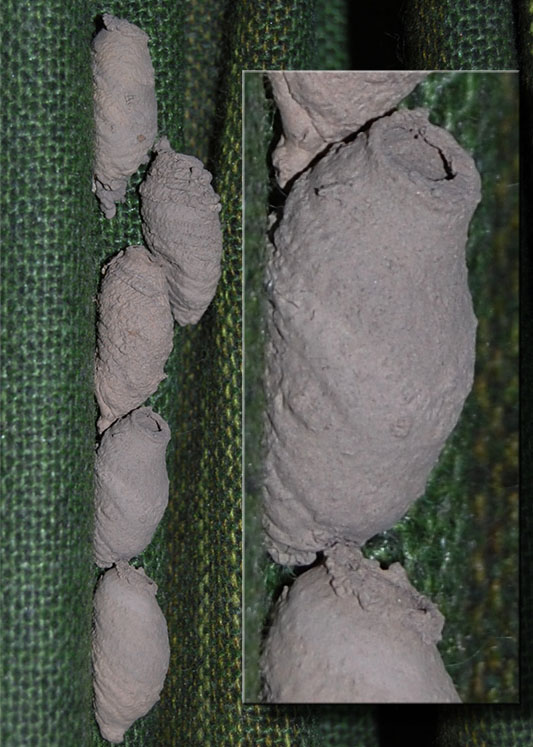
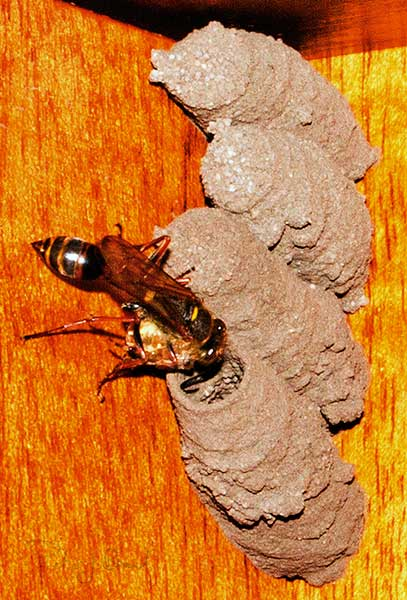